# ژوائو ماریو
ژوائو ماریو (انگلیسی: João Mário؛ زادهٔ ۳ ژانویهٔ ۲۰۰۰) بازیکن فوتبال اهل پرتغال است.
وی همچنین در تیم‌های ملی فوتبال زیر ۱۸ سال پرتغال، زیر ۱۹ سال پرتغال، زیر ۲۰ سال پرتغال، و زیر ۲۱ سال پرتغال بازی کرده‌است.

## تیم ملی
ژوائو ماریو اولین بازی خود را برای پرتغال در سطح زیر ۲۱ سال در ۴ سپتامبر ۲۰۲۰ انجام داد و در پیروزی ۴ بر صفر خارج از خانه مقابل قبرس برای مسابقات مقدماتی جام ملت‌های اروپا ۲۰۲۱ گلزنی کرد.